# Enric de Llanes i de Clariana
Enric de Llanés i de Clariana (? - Barcelona, 15 de desembre de 1925) fou un polític català, diputat pel districte de Gandesa a les Corts Espanyoles durant la restauració borbònica.
El 1889 havia estat cònsol espanyol a la República Dominicana. Fou elegit diputat pel Partit Conservador, dins del sector de partidaris del general Camilo Polavieja, pel districte de Gandesa a les eleccions generals espanyoles de 1899. Estava casat amb Dolors Bas i Fontanals.